# 酒とバラの日々
『酒とバラの日々』（Days of Wine and Roses）は、1962年制作のアメリカ映画。アルコールに溺れてゆくカップルの悲劇を描いたシリアスドラマ。

## ストーリー
宣伝会社の営業部に所属するジョーは得意先のパーティーで大会社の秘書カーステンをセミ・プロの女と間違えて怒らせる。翌日、彼女に詫び、何度も食事に誘う。陽気で酒好きのジョーとは反対に、カーステンは甘党だったが強くひかれる。植物園を経営するカーステンの父エリスに報告に行くが、不機嫌な父の顔を見て生まれて初めて自分から酒を求める。幸福な月日が流れ、女の子デビーも生まれる。
ジョーは酒の上の失敗で減俸され、出張が多くなる。淋しさから少しずつ飲むようになったカーステンは酔い潰れてアパートを火事にし、この事件でジョーはクビになる。ジョーは次々に職を変え、妻も飲酒がひどくなる。2人は禁酒に失敗。貧民街に移った一家は父の植物園で働くことになり、健康も回復。しかし、こっそり持ち込んだ酒で2人とも酔い潰れ、ジョーは強制入院。破滅を悟ったジョーは更正会の集会に出るようになったが、妻はアル中を認めず、家出し自堕落な生活を送る。やっと妻を見つけたジョーは妻の懇願でまた酒の虜になる。更正会の補導員はカーステンをエリスに預け、ジョーが更生するまで会えなくする。1年経ち、真面目に働き、小綺麗なアパートに住むジョーの所に妻が現れる。自分をアル中と認めない彼女はジョーの言葉に絶望して去る。デビーが「ママはよくなるの？」と尋ねると「僕が治ったろ」と答える。外にはバーを通り越して道を行く妻の姿が見えた。

## キャスト
| 役名           | 俳優                       | 日本語吹替                                       |
| 役名           | 俳優                       | テレビ版                                         |
| -------------- | -------------------------- | ------------------------------------------------ |
| ジョー         | ジャック・レモン           | 穂積隆信                                         |
| クリステン     | リー・レミック             | 増山江威子                                       |
| クリステンの父 | チャールズ・ビックフォード | 塩見竜介                                         |
| ジム           | ジャック・クラグマン       | 大木民夫                                         |
| リーランド     | アラン・ヒューイット       | 北村弘一                                         |
| 不明 その他    |                            | 石森達幸 藤本譲 島木綿子 恵比寿まさ子 中島喜美栄 |
|                |                            |                                                  |
| 演出           | 演出                       | 松原健一                                         |
| 翻訳           | 翻訳                       | 宇津木道子                                       |
| 効果           | 効果                       | サウンドハーモニー                               |
| 調整           | 調整                       | 山田太平                                         |
| 制作           | 制作                       | 日米通信社                                       |

## テーマ曲
映画の音楽を手がけたヘンリー・マンシー二が作曲し、ジョニー・マーサーが作詞した同名のテーマ曲「酒とバラの日々」はアカデミー歌曲賞を受賞し、ジャズのスタンダードナンバーとして多くの歌手がアレンジを凝らし歌い上げている。

## 公開
日本でのテレビ放送に関して、クリステンの吹替を担当した増山江威子によると、最初に放送が予定されていた映画番組ではスポンサーがサントリーであったため放送中止となり、東京ではスポンサーの関係で放送されず制作された吹替もお蔵入りとなってしまったといい、増山は残念である趣のコメントをしていた。ただし、1984年2月4日、1986年3月29日の『ウィークエンドシアター』など実際には何度か放送されたことがある。